# Chazhashi

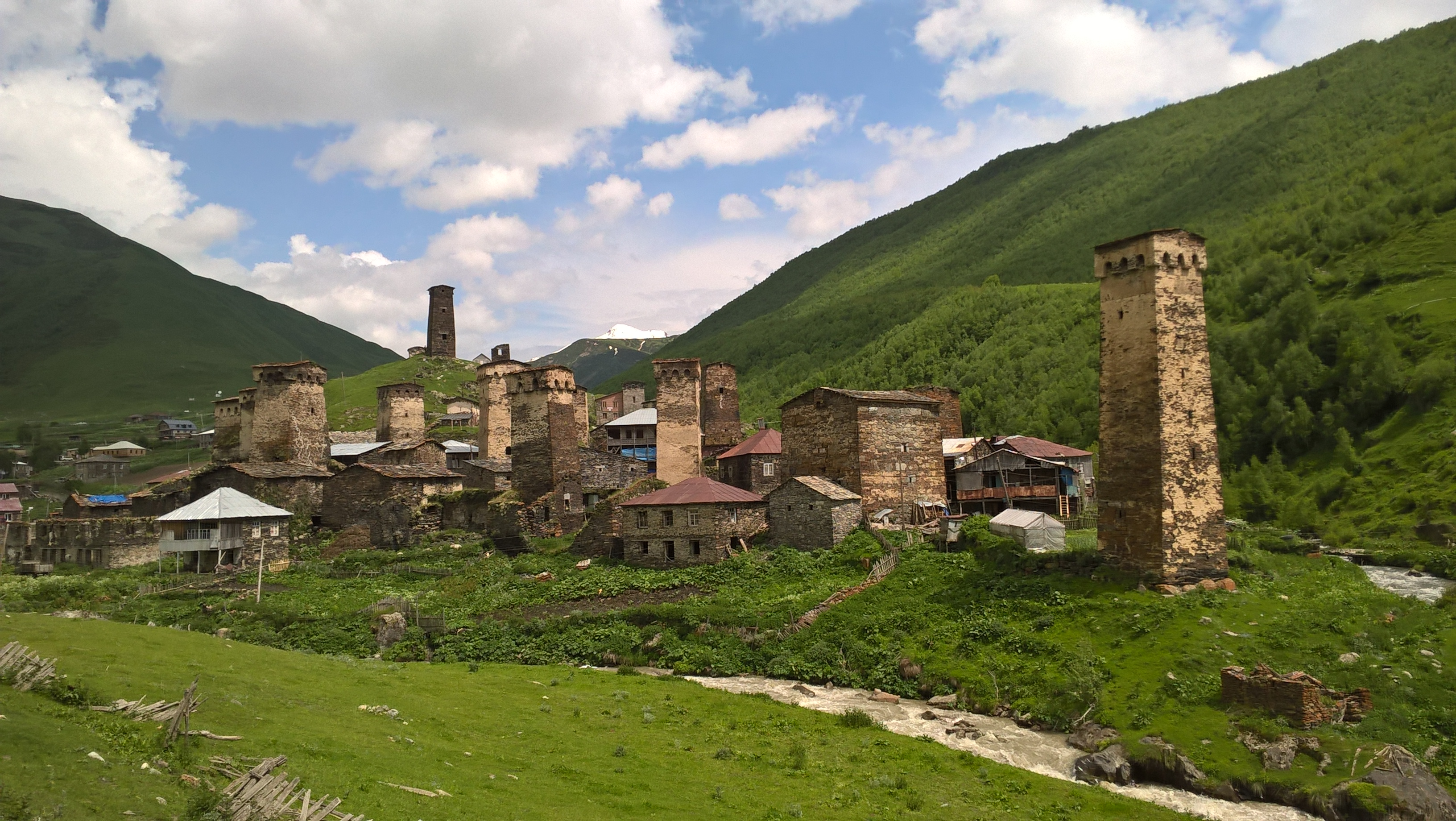
Chazhashi nel 2016

Chazhashi (in georgiano  ჩაჟაში), è un villaggio nel comune di Mest'ia, Samegrelo-Zemo Svaneti, in Georgia. Si trova alle pendici meridionali delle montagne del Grande Caucaso, nell'alta valle del fiume Enguri, ad un'altitudine di 2.160 m sul livello del mare. Il villaggio fa parte della regione storica di Svaneti e centro della comunità Ushguli. Le sue strutture fortificate medievali sono iscritte nel registro dei monumenti culturali immobili di importanza nazionale della Georgia e sono state inserite nell'elenco dei patrimoni dell'umanità dell'UNESCO come parte dell'entità dell'Alto Svaneti.

## Geografia
Chazhashi è il principale insediamento di Ushguli, un agglomerato di quattro villaggi e uno dei luoghi abitati più alti d'Europa. Sotto l'attuale suddivisione della Georgia, fa parte del Comune di Mest'ia, situato a circa 45 km a ovest del centro municipale, alla confluenza dei fiumi Enguri e Shavtskala.

## Monumenti e luoghi d'interesse
Chazhashi ospita dozzine di strutture risalenti al periodo medievale e alla prima età moderna della storia della Georgia, vale a dire la sua provincia di Svaneti sugli altipiani nord-occidentali. Di queste ci sono 13 case a torre ben conservate, strutture tipicamente da tre a cinque piani attaccate alle case di famiglia, nonché quattro castelli medievali, tra cui uno chiamato Castello di Tamar in riferimento alla regina Tamar della Georgia (r .1184-1213), che secondo la tradizione popolare locale lo usava come residenza estiva. Sono presenti anche due chiese in pietra e diversi edifici accessori. Le chiese, una intitolata a San Giorgio e l'altra intitolata al Salvatore, risalgono rispettivamente al X e all'XI-XII secolo. Il primo fa parte del castello di Tamar; quest'ultimo è affrescato. Diversi monumenti di Chazhashi sono stati danneggiati da una massiccia valanga nel gennaio 1987. A partire dal 2000, il governo georgiano e il Comitato nazionale del Consiglio internazionale dei monumenti e dei siti (ICOMOS Georgia), hanno presieduto una ricerca multidisciplinare sul patrimonio culturale del villaggio e progetti di restauro e conservazione.

## Popolazione
Chazhashi è un piccolo villaggio, con una popolazione permanente di sole 28 persone, tutti Svans, un sottogruppo etnico georgiano, secondo il censimento nazionale del 2014.